# أرماندو بو
أرماندو بو (بالإسبانية: Armando Bó) (3 مايو 1914 - 8 أكتوبر 1981) ممثل ومخرج ومنتج إباحي أرجنتيني .

## سيرته
ظهر لأول مرة على شاشة السينما في الفيلم الأرجنتينى Ambicion سنة 1939. ليدخل مجال الإباحية لأول مرة من خلال دوره في الفيلم الأرجنتينى El Trueno entre las hojas سنة 1956 . أرماندو مثل وأخرج أكثر من 50 فيلم إباحي من أشهرهم فيلم La Leona سنة 1964 .

## حياته
أرماندو تزوج مرتين؛ زواجه الأول كان عام 1942 من إمراة خارج الوسط الفني لينجب منها ابنهُ الوحيد "فيكتور بو"، أما زواجه الثاني كان سنة 1956 من الممثلة الإباحية الكبيرة إيزابيل سارلي والتي كونت معه ثنائي ناجح، ليخرج لها ويمثل معها أفلام كثيرةً منها El Trueno entre las hojas وLa Burrerita de Ypacarai وLa Diosa impura وLa Leona وFuego وقد استمر زواجهم إلى أن توفي.

## وفاته
في يوم 8 أكتوبر 1981 مات أرماندو بو في منزله بمدينة بوينوس ايريس نتيجة مضاعفات مرض سرطان المخ.

## روابط خارجية
- أرماندو بو على موقع IMDb (الإنجليزية)
- أرماندو بو على موقع ميوزك برينز (الإنجليزية)
- أرماندو بو على موقع أول موفي (الإنجليزية)
- أرماندو بو على موقع قاعدة بيانات الفيلم (الإنجليزية)
- أرماندو بو على موقع كينوبويسك (الروسية)